# Allium stocksianum
Allium stocksianum är en amaryllisväxtart som beskrevs av Pierre Edmond Boissier. Allium stocksianum ingår i släktet lökar, och familjen amaryllisväxter. Inga underarter finns listade i Catalogue of Life.